# 음악이 있는 곳에
《음악이 있는 곳에》는 KBS청주FM 에서 방송 중인 팝과 영화음악, 오페라, 월드뮤직 등 클래식 전문프로그램이다.

## 진행자
- 양문석 아나운서 (남)

## 요일별 코너
- 월요일 : 음악 탐구생활 - 시대를 초월한 불멸의 명곡들이 탄생하던 시대... 그 운명의 순간을 함께 했던 문화와 역사를 찾아가는 시간.
- 화요일 : 우리가 만난 연주가 - 라디오를 통해 지역 음악인들의 우수성을 널리 알리고 클래식 음악의 지평을 넓히는 코너.
- 수요일 : 낭독 행간을 거닐다. - 낭독에서 치유의 힘을 얻으세요.오디오 북으로 함께하는 시간.
- 목요일 : 퀴즈가 있는 음악 산책 - 일주일의 피로를 퀴즈와 함께 풀어보세요. 퀴즈를 풀면서 음악과 관련된 음악 상식도 쌓고 선물도 얻는 시간입니다.
- 금요일 : 이영민의 ‘톡톡‘ 클래식 - 클래식 음악과 좀 더 가까워지는 시간. 금요일엔 스토리텔러 바이올리니스트 이영민 선생님과 함께합니다.
- [매일코너 (월~금)] : 당신의 월드뮤직 -낯설고 어렵게 느껴졌던 월드음악도, 자주 들으면 친구가 될 수 있습니다. 각국의 월드뮤직 매일 한 곡씩 만나봅니다.